# فرانک دومرث
فرانک دومرث (انگلیسی: Frank Dummerth; ۶ ژانویهٔ ۱۸۷۱ – ۷ اوت ۱۹۳۶) قایقران روئینگ اهل ایالات متحده آمریکا بود.